# Lomaspilis semialbata
Lomaspilis semialbata là một loài bướm đêm trong họ Geometridae.